# Intervention (Medizin)
Als Intervention (von lateinisch intervenire = dazwischenschreiten, sich einschalten) bezeichnet man in der Medizin jede aktive Form von Behandlung, wenn man sie von einem bloßen Zuwarten unterscheiden möchte. Dies umfasst therapeutische und präventive Maßnahmen gleichermaßen. Im engeren Sinne bedeutet Intervention ein akutes, dringliches Einschreiten gegen einen Krankheitsprozess. Die Intervention kann beispielsweise als chirurgische Intervention (Operation), als psychotherapeutische oder als medikamentöse Intervention (Konservative Therapie) erfolgen. Die Effectiveness (englisch für Effektivität) beschreibt den Erfolg der Intervention.
Bei manchen Krankheiten werden beispielsweise verschiedene Stadien durchlaufen, wobei erst ab einem gewissen Stadium eine Behandlung überhaupt notwendig oder sinnvoll wird; man spricht dann von einer stadienabhängigen Intervention.
In der Gerontologie bzw. Geriatrie dient die Intervention nicht nur der Behebung bereits eingetretener Schäden, sondern auch der Verlangsamung des Altersabbaues durch Prävention und Prophylaxe.